# دیوید سی. کاسیدی
داویت چارلز کاسیدی ( انگلیسی: David Charles Cassidy؛ زادهٔ ۱۹۴۵) تاریخ‌نگار علم، و استاد دانشگاه بازنشسته ارمنی‌تبار اهل ایالات متحده آمریکا که در دانشگاه هوفسترا می‌کرد. مادر وی از بازماندگان نسل‌کشی ارمنی‌ها بود. کاسیدی به خاطر مشارکت‌هایش برای تاریخچه مکانیک کوانتومی، زندگینامه علمی و تاریخ فیزیک در آلمان و ایالات متحده آمریکا شناخته شده‌است.

## زندگی‌نامه
در ۱۹۴۵ در ریچموند، ویرجینیا به دنیا آمد. مدرک‌های بی‌ای (۱۹۶۷) و کارشناسی ارشد (۱۹۷۰) در رشته فیزیک از دانشگاه راتگرز دریافت نمود. در رشته فیزیک دانشگاه ویسکانسین-مدیسن و در رشته تاریخ علم دانشگاه پردو.

## فعالیت
- ۱۹۷۶–۱۹۷۷ محقق به همراه John L. Heilbron، دفتر تاریخ علم و فناوری دانشگاه کالیفرنیا، برکلی.
- ۱۹۷۷–۱۹۸۰ محقق بنیاد الکساندر فون هومبولت به همراه Armin Hermann، دانشگاه اشتوتگارت، آلمان
- ۱۹۸۰–۱۹۸۳ استادیار به همراه Imre Toth, دانشگاه رگنسبورگ، آلمان.
- ۱۹۸۳–۱۹۹۰ سرویراستار، مقالات گردآوری شده آلبرت اینشتین، جلدهای ۱ و ۲، در پرینستون و بوستن.
- ۱۹۹۰–۲۰۱۵ دانشیار و استاد تمام‌وقت، دانشگاه هوفسترا
- ۲۰۱۵–اکنون پروفسور بازنشسته، دانشگاه هوفسترا

## افتخارات
افتخارات و جوایز کاسیدی عبارتنداز:
- ۱۹۹۳ - جایزه فایزر تاریخچه علوم اجتماعی
- ۱۹۹۲ - جایزه نویسندگی علمی مؤسسه فیزیک آمریکا
- ۲۰۱۴ - جایزه آبراهام پایس انجمن فیزیک آمریکا
- اعطای دکتری افتخاری علوم توسط دانشگاه پردو.

## تالیفات
- 1987 and 1989. Associate editor. The Collected Papers of Albert Einstein. Vols. 1 and 2. Princeton University Press, and online
- 1992. Uncertainty: The Life and Science of Werner Heisenberg. W. H. Freeman.
- 1995. Einstein and Our World. First ed. , Prometheus Books; second ed. , Humanity Books, 2004.
- 2001. Werner Heisenberg: A Bibliography of His Writings. Second ed. Whittier Publications, and online
- 2002. With Gerald Holton and F. James Rutherford. Understanding Physics. Springer-Verlag, and online
- 2005 J. Robert Oppenheimer and the American Century. Pi Press; Johns Hopkins University Press, 2009; ebook, Plunkett Lake Press, 2017.
- 2009. Beyond Uncertainty: Heisenberg, Quantum Physics, and the Bomb. Revised and expanded edition of Uncertainty. Bellevue Literary Press.
- 2011. A Short History of Physics in the American Century. Harvard University Press.
- 2017. Farm Hall and the German Atomic Project of World War II: A Dramatic History. Springer-Verlag.